# Wyszków (powiat de Wyszków)
Pour les articles homonymes, voir Wyszków.
Wyszków (prononciation : [ˈvɨʂkuf]) est une ville polonaise de la gmina de Wyszków dans le powiat de Wyszków de la voïvodie de Mazovie dans le centre-est de la Pologne.
Elle est le siège administratif de la gmina de Wyszków et de le powiat de Wyszków.

## Géographie
La ville est située dans la Voïvodie de Mazovie depuis 1999. Jusqu'en 1975, elle faisait partie du territoire de la Voïvodie de Varsovie, puis de 1975 à 1998, de celui de la Voïvodie d'Ostrołęka.

## Histoire
Les premiers écrits qui citent le village de Wyszków remontent à 1203. La ville fut fondée en 1502, et fut détruite durant la Première guerre du Nord de 1655-1660, quand la ville prit de l'importance dans la région. L'industrie se développa à partir de 1897, quand fut construite la ligne ferroviaire Pilawa-Tluszcz-Ostroleka.
Avant la Seconde Guerre mondiale, la moitié de la population de Wyszków (9 000 personnes) était juive ; après la guerre, il ne restait personne. Le 14 septembre 1997, un monument aux victimes de l'Holocauste fut inauguré. Il fut construit à partir de pierres provenant de tombes de juifs qui furent détruites en 1939 par l'occupant allemand et qui les avaient utilisées pour construire des rues et des édifices des quartiers-généraux de la Gestapo. Certaines parties de ces tombes profanées furent donc récupérées et utilisées pour bâtir le monument.

## Personnalités liées à Wyszków
Wyszków est la ville natale de:
- Mordechaj Anielewicz (1919-1943), leader du soulèvement du ghetto de Varsovie.
- Jarosław Kalinowski (1962- ), député européen.

## Relations internationales

### Jumelage
Kohtla-Järve (Estonie)